# 구스군

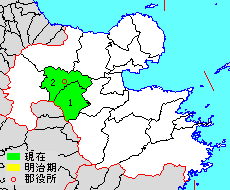
구스 군의 위치

구스군(일본어: 玖珠郡, くすぐん)은 일본 오이타현의 군이다.
인구 20,778명, 면적 557.88km², 인구밀도 37.2명/km².(2025년 3월 1일, 추계인구)
이하 2정으로 구성된다.
- 구스정(玖珠町)
- 고코노에정(九重町)